# Talking Angela
«Talking Angela» — мобільний додаток для iOS, Android і Windows Phone   в жанрі віртуальний співрозмовник. Ця гра десята гра з серії Talking Tom and Friends. Розробка британської компанії Outfit7. Вперше була випущена на iOS в грудні 2012 року, потім в січні 2013 року на Android і в січні 2014 року на Google Play. Також є гра «My Talking Angela», випущена в грудні 2014 року.

## Як грати
У цій грі користувачеві належить познайомитися з антропоморфної білої кішкою на ім'я Анджела (англ. Angela), яка сидить за столиком одного з паризьких кафе на вулиці. Основна особливість цієї гри — це можливість спілкування з героїнею за допомогою діалогового вікна в нижній частині екрана, причому спілкування є виключно англійською мовою, оскільки інші мови спілкування в додатку не підтримуються. Наберіть на клавіатурі або продиктуйте слова за допомогою функції голосового пошуку в вашому пристрої, і Анджела відповість вам своїм голосом і текстовим повідомленням в діалоговому вікні. Розмовляти з кішкою можна на найрізноманітніші теми: любов, спорт, фільми, знаменитості, ТВ, домашні тварини і інші, на розсуд користувача. Крім звичайного спілкування з Анжелою в додатку існують різні команди, набравши які можна привести в дію додаткові ігрові опції:
- Sing to me («заспівай мені») — включається тизер-відеокліп з соло-піснею Анджели «That's Falling in Love» у виконанні американської співачки Челсі Уорд (англ. Chelsea Ward). Також даний кліп можна переглянути на YouTube.
- To buy drink («купити напій») — покупка за ігрові гроші запропонованих Анджелой напоїв з різними ефектами, наприклад «Lighting Shot» («Удар блискавки») — в Анджелу вдарить з'явилася з нізвідки блискавка; «Night Nectar» («Нектар ночі») — на вулиці стане темно, а в темряві буде видно безліч різнокольорових очей, і одні з них — очі Анджели; «Rainbow Splash» («Райдужний сплеск») — навколо кішечки все засвітиться кольорами веселки, і т. д.
- To feed the birds («погодувати птахів») — Анджела погодує прилетіли до неї птахів.
- To start quiz («почати вікторину») — Анджела запропонує відповісти на питання випадково обраної вікторини.
- Tell me a joke («розкажи анекдот») — Анджела розповість якусь смішну історію або анекдот.

Крім так званого чат-бота в додатку існують і інші функції. Наприклад, після натискання на кнопку «Обличчя» (в лівому верхньому кутку екрану) можна поспілкуватися з Анжелою допомогою жестів і міміки. Або, натиснувши на кнопку «Сердечко», можна почути і прочитати від Анджели пророкування з печива. За допомогою кнопки «Подарунок» Анджелі можна купити різного виду одяг, аксесуари, елементи макіяжу, або навіть перетворити вулицю, купивши кішці, наприклад, рожевий скутер, котбук («catbook»), різдвяну ялину, радіоприймач і т. д. Щоб переглянути або надіти/зняти куплені речі, використовуйте кнопку «Вішак» в лівому верхньому кутку екрану пристрою.
Анджелу можна штовхнути — в голову, тіло, хвіст або ноги, або просто погладити. Реакція кішки на всі дії різна: вона може чхнути, підморгнути, відмахнутися або навіть впасти.
Також раз на день користувачеві дається можливість зіграти в ігрову лотерею, в якій можна виграти 10, 25, 75 або 200 ігрових монет.

## Інтернет-обман особистих даних
У лютому 2014 року, «Talking Angela» стала суб'єктом інтернет-містифікації, яка стверджує, що вона спонукає дітей розкривати особисту інформацію про себе, яка нібито потім використовується педофілами, щоб визначити місцезнаходження цих дітей. Чутка, яка була широко поширена на Facebook, стверджувала, що Анджела, головний герой гри, запитує у користувача в грі для приватної особистої інформації з допомогою функції чат-бота (ця функція була відключена, коли «дитячий режим» (англ. Child Mode) включений в налаштуваннях гри.) Інші версії приписували зникнення дітей до додатка, або стверджують, що вона знаходиться у веденні педофілів. Перші чутки виникли зі статті про Huzlers.com, яка з тих пір, як було показано, виявилася фальшивкою, як і багато інших статті (сатиричної) на сайті.
Він був розвінчаний Snopes.com незабаром після цього. Власники сайту, Барбара і Девід Міккельсон, повідомили, що вони намагалися «швидко», щоб дати відповіді з проханням про особисту інформації, але не увінчалися успіхом, навіть коли просять його явно сексуальні питання. Хоча це правда, що в грі з включеним дитячим режимом Анджела питається для імені користувача, віку та особистих уподобань, щоб визначити теми розмови, Outfit7 сказав, що ця інформація «анонімізувати» і вся особиста інформація буде видалена з нього. Також неможливо для людини, щоб взяти під контроль те, що Анджела каже в грі, так як додаток засноване на програмному забезпеченні чат-бота.

### Вплив
Переляк від обману привів до значного збільшення популярності гри і привів до її стрімкого зростання в топ 10 безкоштовних додатків для iPhone незабаром після того, як містифікація стала широко відома в лютому 2014 року і третьою найпопулярнішою з усіх додатків до початку наступного місяця.